# Xã Bicker, Quận Mountrail, Bắc Dakota
Xã Bicker (tiếng Anh: Bicker Township) là một xã thuộc quận Mountrail, tiểu bang Bắc Dakota, Hoa Kỳ. Năm 2010, dân số của xã này là 36 người.